# Тімоті Ґартон Еш
Тімоті Ґартон Еш (англ. Timothy Garton Ash; нар. 12 липня 1955, Лондон) — британський історик, журналіст та письменник, автор багатьох книг та публікацій, присвячених політиці та «історії теперішнього часу», які змальовують трансформацію Європи протягом останньої чверті століття.

## Життєпис і творчість
Вищу освіту отримав у коледжі Св. Антонія в Оксфорді, Вільному університеті Берліна та в Гумбольдському університеті Берліна. У 1986-1987 роках він був науковим співробітником при Міжнародному науковому центрі ім. Вудро Вільсона (Woodrow Wilson International Center for Scholars) у Вашингтоні. З 1990 року він є старшим науковим співробітником із сучасної історії при коледжі Св. Антонія в Оксфорді. У 2000 році він став старшим науковим співробітником Стенфордського університету. Також є членом Королівського товариства мистецтв (Royal Society of Arts), членом-кореспондентом Берлінсько-Бранденбургської академії наук (Berlin-Brandenburg Academy of Sciences) та почесним доктором Університету св. Ендрю (St. Andrew's University), найстаршого університету Шотландії.
На сьогодні він займає посаду директора Центру європейського дослідництва (European Studies Centre) при коледжі Св. Антонія, Оксфордський університет (St. Antony's College), а також є старшим науковим співробітником у Гуверовському інституті (Hoover Institution) при Стенфордському університеті. Його есе постійно з'являються у The New York Review of Books, і він також створює оглядові статті у The Guardian.
Після викладання курсу сучасної історії у Оксфорді його дослідження історії німецького опору гітлерівському режиму привели його до Берліна, де він провів декілька років. З Берліна він почав мандрувати країнами Східної Європи, що знаходились по той бік «залізної завіси». У 80-ті роки у своїх статтях, що друкувались у The New York Review of Books, The Independent, The Times та The Spectator він тематизував звільнення Східної Європи від комунізму.
Має два вчених ступені з сучасної історії, які здобув у Єксетерському коледжі (Оксфордський університет).
Лауреат багатьох премій і нагород, у тому числі Літературної премії ім. Сомерсета Моэма та Ордену за заслуги Німеччини, Польщі та Чехії.

### Підтримка України
Є розробником одного з планів надання допомоги Україні.
16 травня 2024 Британський історик Тімоті Ґартон Еш передав кошти зі своєї премії на користь ЗСУ і разом з фондом «Повернись живим» забезпечив дронами та нічною оптикою 409-ий окремий стрілецький батальйон 22-ї окремої механізованої бригади ЗСУ.

## Особисте життя
Ґартон Еш та його дружина польського походження Данута живуть переважно в Оксфорді, Англія, а також поблизу Стенфордського університету в Каліфорнії, де він працює в Інституті Гувера . У них двоє синів, Том Еш, веб-розробник, що живе в Канаді, та Алек Еш, автор і редактор, який займається Китаєм. 
Його старший брат, Крістофер, є священнослужителем Англіканської церкви.

## Видання
- Und willst du nicht mein Bruder sein ... Die DDR heute (Rowohlt, 1981) ISBN 3-499-33015-6
- The Polish Revolution: Solidarity, 1980–82 (Scribner, 1984) ISBN 0-684-18114-2
- The Uses of Adversity: Essays on the Fate of Central Europe (Random House, 1989) ISBN 0-394-57573-3
- The Magic Lantern: The Revolution of 1989 Witnessed in Warsaw, Budapest, Berlin, and Prague (Random House, 1990) ISBN 0-394-58884-3
- In Europe's Name: Germany and the Divided Continent (Random House, 1993) ISBN 0-394-55711-5
- The File: A Personal History (Random House, 1997) ISBN 0-679-45574-4
- History of the Present: Essays, Sketches, and Dispatches from Europe in the 1990s (Allen Lane, 1999) ISBN 0-7139-9323-5
- Free World: America, Europe, and the Surprising Future of the West (Random House, 2004) ISBN 1-4000-6219-5
- Facts are Subversive: Political Writing from a Decade without a Name (Atlantic Books, 2009) ISBN 1-84887-089-2
- Civil Resistance and Power Politics: The Experience of Non-violent Action from Gandhi to the Present (Oxford University Press, 2011)
- Free Speech: Ten Principles for a Connected World (Yale University Press, 2016) ISBN 978-0-300-16116-8
- Civil Resistance in the Arab Spring: Triumphs and Disasters (Oxford University Press, 2016)
- Obrona Liberalizmu (Fundacja Kultura Liberalna, 2022) ISBN 9788366619067
- «РІДНІ ЗЕМЛІ. ІСТОРІЯ ЄВРОПИ ЧЕРЕЗ ОСОБИСТЕ СПРИЙНЯТТЯ» (Віват, 2024) ISBN 978-617-1704-97-8

## Нагороди та відзнаки
- Премія Сомерсета Моема (1984)
- Міжнародна премія імені Карла Великого (2017)
- Орден «За заслуги перед Федеративною Республікою Німеччина»
- Орден «За заслуги перед Польщею»
- Орден Святого Михайла і Святого Георгія
- Член Берлінсько-Бранденбурзької академії наук
- Член Європейської академії наук та образотворчих мистецтв
- Член Королівського товариства мистецтв
- Член Королівського історичного товариства[en]
- Член Королівського літературного товариства